# Nicolae Juravschi
Nicolae Juravschi, född den 8 augusti 1964 i Chircăieşti, Sovjetunionen, är en sovjetisk, rumänsk och därefter moldavisk kanotist.
Han tog OS-guld i C-2 500 meter och OS-guld även i C-2 1000 meter i samband med de olympiska kanottävlingarna 1988 i Seoul.
Han tog OS-silver i C-2 500 meter i samband med de olympiska kanottävlingarna 1996 i Atlanta.